# Tournée de l'équipe de France de rugby à XIII en 1990
La tournée de l'équipe de France de rugby à XIII en 1990 est la sixième tournée d'une équipe de rugby à XIII représentant la France en hémisphère sud, la dernière étant en 1981. Elle se déroule en Australie uniquement et ne comprend qu'une unique rencontre officielle.

## Résultats des test-matchs
Le tableau suivant récapitule les résultats de l'équipe de France contre les équipes nationales.
| No | Date         | Lieu                     | Match              | Score  | Compétition |
| -- | ------------ | ------------------------ | ------------------ | ------ | ----------- |
| 1  | 27 juin 1990 | Pioneer Oval - Australie | Australie – France | 34 – 2 | test match  |

## Groupe de la tournée
L'encadrement est assuré par Robert Cousty (directeur), Louis Bonnery (manageur général), Jacques Jorda (entraîneur) et Pierre Escourrou (sélectionneur). Des joueurs n'ont pu prendre part à cette tournée : Denis Biénès et Thierry Bernabé (blessés), Philippe Fourquet pour raisons familiales, Charles Frison pour une opération du doigt et Jean-Marc Garcia qui revient de blessure.
| Joueur                | Date de naissance | Club               |
| Pierre Aillères       | 25 décembre 1957  | Toulouse           |
| Adolphe Alésina       | 27 mai 1969       | Pamiers            |
| Thierry Buttignol     |                   | Avignon            |
| Didier Cabestany      | 13 mai 1969       | Saint-Estève       |
| Éric Castel           | 15 février 1963   | Albi               |
| Pierre Chamorin       | 22 juillet 1970   | Saint-Estève       |
| Guy Delaunay          | 24 septembre 1960 | XIII Catalan       |
| Daniel Divet          | 11 décembre 1966  | Carcassonne        |
| Gilles Dumas          | 14 décembre 1962  | Saint-Gaudens      |
| Patrick Entat         | 19 septembre 1964 | Avignon            |
| Pascal Fages          | 8 juillet 1970    | Pia                |
| David Fraisse         | 20 décembre 1968  | Carcassonne        |
| Philippe Gestas       |                   | Saint-Gaudens      |
| Francis Lopé          |                   | Toulouse           |
| Jean-Paul Marquet     |                   | Limoux             |
| Jacques Moliner       | 29 janvier 1967   | Pamiers            |
| Christian Piredda     |                   | Avignon            |
| Cyril Pons            | 28 novembre 1963  | Saint-Gaudens      |
| Jean-Luc Rabot        | 3 octobre 1960    | Villeneuve-sur-Lot |
| Hugues Ratier (c)     | 4 janvier 1960    | Lézignan           |
| Jean Ruiz             | 24 juin 1964      | Saint-Estève       |
| Jean-Bernard Saumitou | 17 avril 1962     | Villeneuve-sur-Lot |
| Philippe Sokolow      |                   | Carcassonne        |
| Marc Tisseyre         |                   | Pamiers            |
| Thierry Valéro        | 10 juin 1966      | Lézignan           |